# Дерби Лајн (Вермонт)
Дерби Лајн (енгл. Derby Line) град је у америчкој савезној држави Вермонт.

## Демографија
По попису из 2010. године број становника је 673, што је 103 (-13,3%) становника мање него 2000. године.
| Група             | 2000.       | 2010.       |
| Белци             | 750 (96,6%) | 643 (95,5%) |
| Афроамериканци    | 3 (0,4%)    | 9 (1,3%)    |
| Азијати           | 5 (0,6%)    | 6 (0,9%)    |
| Хиспаноамериканци | 1 (0,1%)    | 12 (1,8%)   |
| Укупно            | 776         | 673         |